# L'uomo del giorno dopo
L'uomo del giorno dopo (The Postman) è un film del 1997 diretto, co-prodotto e interpretato da Kevin Costner.
Di ambientazione postapocalittica, il film è l'adattamento cinematografico del romanzo del 1985 Il simbolo della rinascita (The Postman), scritto da David Brin.

## Trama
Nel 2013, sono passati quindici anni dal conflitto che ha causato il crollo della società globale, costringendo i sopravvissuti a dividersi in piccole comunità isolate per difendersi dall'anarchia vigente. Nel territorio degli Stati Uniti nord-occidentali, un viaggiatore solitario viene catturato dagli Holnisti, una milizia comandata dal brutale Generale Bethlehem che spadroneggia da quelle parti. Spogliato di tutti i suoi averi e coscritto nei loro ranghi, l'uomo approfitta della prima occasione per fuggire, trovando rifugio nell'automezzo abbandonato di un postino morto prima della guerra, di cui ruba l'uniforme e la borsa con la posta.
Per vincere l'ostilità degli abitanti di un villaggio vicino, l'uomo si inventa di essere uno dei tanti postini inviati dal ricostituito governo degli Stati Uniti per ristabilire le comunicazioni in tutto il paese, cominciando con gli arretrati, come parte di una strategia per ricostruire il paese. Grazie a una lettera anteguerra indirizzata a una donna del villaggio scovata nella borsa, l'uomo viene creduto e accolto con tutti gli onori, ispirando l'adolescente Ford a diventare lui stesso un postino, mentre una donna, Abby, gli chiede, e ottiene, di essere il padre biologico di suo figlio, data la sterilità del marito Michael.
Dopo che l'uomo è costretto a partire per continuare la propria finzione, Bethlehem giunge al villaggio e scopre l'esistenza del «Portalettere» e di un nuovo governo che renderebbe illegittimo il suo potere: scatena così il suo esercito in una caccia all'uomo, uccidendo il marito di Abby e portando quest'ultima con sé. Dopo che un altro villaggio si rifiuta di sottostare agli ordini di Bethelem perché galvanizzato dalla presenza del Portalettere, nonostante le proteste dello stesso, e viene quindi raso al suolo, l'uomo riesce a scappare insieme ad Abby sulle montagne, svernando in una cascina abbandonata, dove si rende conto di provare qualcosa per lei.
Giunta la primavera, i due si imbattono in una ragazza che dichiara di essere una portalettere degli Stati Uniti e, di fronte allo stupore dell'uomo, li conduce alla propria base, dove in sua assenza Ford ha ricreato lo United States Postal Service, fingendo di essere in diretta comunicazione con lui e il Presidente. I nuovi portalettere sono giovanissimi volontari che si spostano a cavallo tra le comunità vicine, creando una primitiva rete di comunicazione e tenendo in vita la speranza tra la popolazione. L'uomo inizialmente cede alle suppliche di Ford e guida per alcuni mesi le squadre di portalettere, ma sempre di più cadono nell'adempimento del dovere per mano degli Holnisti e, quando Ford fatto prigioniero, il Portalettere scrive una lettera a Bethlehem rivelandogli la verità e scioglie con effetto immediato il servizio postale, confessando la sua vera identità ad Abby.
Bethlehem è rasserenato dalla notizia, ma, quando i suoi uomini catturano un portalettere proveniente dalla California, dove il Portalettere non potrebbe essere mai arrivato, capisce che ormai la fama di quest'ultimo si è sparsa oltre ogni controllo e si mette sulle sue tracce, tenendo Ford in ostaggio. Il Portalettere è costretto infine ad accettare il proprio ruolo e si reca con Abby in California per trovare i rinforzi con cui affrontare la battaglia finale. Tempo dopo, i due eserciti si fronteggiano e, prevedendo ampie perdite da entrambe le parti, il Portalettere cita a Bethlehem il codice degli Holnisti, che prevede che il loro comando possa essere conteso a duello da un altro Holnista, rivelando quindi all'avversario il marchio impressogli al momento della cattura. Il Portalettere vince il duello e lascia in vita Bethlehem, che cerca di ucciderlo a tradimento e viene dunque ucciso a sua volta dai suoi ex-sottoposti per aver infranto il codice.
Trent'anni dopo, nel 2043, la figlia del Portalettere e di Abby inaugura una statua equestre in memoria del padre, in una società moderna ormai ristabilitasi grazie ai suoi sforzi.

## Distribuzione
Il film venne distribuito nelle sale cinematografiche statunitensi da Warner Bros. Pictures a partire dal 25 dicembre 1997.

## Accoglienza

### Incassi
Il film fu un pesante flop commerciale. Nel suo weekend d'esordio incassò 5,3 milioni di dollari, non rientrando nemmeno tra i maggiori dieci incassi al botteghino nordamericano. Al termine della propria corsa, aveva incassato a livello globale 20,8 milioni di dollari a fronte di un budget stimato attorno agli 80 milioni.

### Critica
L'uomo del giorno dopo fu anche stroncato dalla maggior parte della critica cinematografica. Già prima della sua uscita, il film si era attirato una cattiva fama in relazione al precedente film postapocalittico interpretato da Costner, Waterworld (che nel 1995 aveva subito un simile battage pubblicitario negativo), e ad altri flop commerciali nella sua carriera come Wyatt Earp, oltre che alla durata ritenuta eccessiva di quasi tre ore.
Stephen Holden del New York Times lo accusò di «pseudo-sentimentalismo» e «jingoismo», definendolo «un tentativo di auto-divinizzazione cinematografica così spudorato da far sembrare modesto L'amore ha due facce di Barbra Streisand». Scrivendo per il Chicago Sun-Times, Roger Ebert fu meno duro, lodando le intenzioni di Costner e parlando di «parabola dai buoni sentimenti», notando però come questa finisse per risultare «fallimentare [...] sciocca e pretenziosa e allo stesso tempo». In una puntata di At the Movies, Ebert e Gene Siskel assegnarono entrambi al film un pollice verso; Siskel ne criticò lo spirito «così nobilmente egocentrico», ribattezzando il film, in riferimento alla scena del disvelamento della statua del Portalettere, Balla con me stesso. Lisa Schwarzbaum di Entertainment Weekly definì «rari» i momenti «in cui la sceneggiatura sembra virare verso una gradita autoconsapevolezza», sottolineandone il tono difforme e criticandone anch'essa la durata complessiva e la scena della statua.
Il film fu il primo a vincere in tutte le categorie a cui era candidato ai parodistici Razzie Awards, aggiudicandosi quelli per il peggior film, il peggior attore protagonista e il peggior regista, nonché la peggior canzone originale a tutti i brani originali del film e la peggior sceneggiatura, andato a Eric Roth e Brian Helgeland. Il giorno seguente alla cerimonia dei Razzie, Helgeland vinse l'Oscar alla migliore sceneggiatura originale per L.A. Confidential. Nel 2000, il film venne poi nuovamente candidato come peggior film del decennio e Costner come peggior attore del decennio.
Retrospettivamente, l'aggregatore di recensioni online Rotten Tomatoes gli assegna una percentuale di gradimento dell'8% basata su 36 recensioni da parte della critica, con una media del 3,7. Metacritic assegna al film una media calcolata di 29 su 100 basata su 14 recensioni da parte della critica, ad indicare «recensioni perlopiù negative».
(Costner a proposito del film nel 2013.)

## Riconoscimenti
- 1998 - Saturn Awards
  - Candidatura per il miglior attore a Kevin Costner
  - Candidatura per il miglior attore non protagonista a Will Patton
  - Candidatura per il miglior film di fantascienza

## Curiosità
- Quando il protagonista arriva per la prima volta nel villaggio di Pineview, gli abitanti gli chiedono chi sia il nuovo presidente degli "Stati Uniti Ricostituiti", e lui risponde "Richard Starkey" che è il vero nome del batterista Ringo Starr.
- Verso la fine del film, i protagonisti arrivano nel villaggio di Bridge City, e vengono accolti dal Sindaco, che in realtà è il musicista Tom Petty.
- Per tutta la durata del film non viene mai detto il vero nome del "Postino".